# Complex apical
El complex apical és una estructura fonamental en els Apicomplexa, com Toxoplasma gondii o Cryptosporidium parvum. La seva funció principal és facilitar la penetració de la cèl·lula hoste i l'establiment en el seu interior durant les etapes infectives del paràsit. Tot i la seva gran importància, la seva composició molecular és poc coneguda i els estudis sobre les seves funcions específiques són limitats.
El complex apical està localitzat a l'àpex anterior de la cèl·lula i està format per diversos components:
- Conoide: una estructura heterogènia en forma de con formada per diverses capes de fibres de tubulines organitzades de manera helicoïdal.[3] Té la peculiaritat que pot moure's independentment de la resta del cos de la cèl·lula, podent-se estendre, retraure i rotar.[4]
- Roptries: generalment entre 2 i 8, són estructures allargades formades per cossos secretors i microtúbuls que s'estenen des dels anells polars fins a la part posterior de la cèl·lula. Formen part del mecanisme de penetració de la cèl·lula hoste i tenen una probable funció secretora d'enzims lítics.[4]
- Anells polars: són un element distintiu dels Apicomplexa. Els anells estan formats per microtúbuls subpeliculars organitzats en forma d'anell, i són responsables de la determinació de la forma de la cèl·lula i de la seva polaritat apical.[5][6]

També poden haver uns cossos de secreció electrònicament densos, a causa del seu alt contingut proteic, anomenats micronemes. Es localitzen a la part apical de la cèl·lula i envoltats per una membrana. Estan relacionats amb la invasió de la cèl·lula hoste i en la mobilitat per lliscament.